# モエーナ
モエーナ（イタリア語: Moena ; ラディン語: Moéna）は、イタリア共和国トレンティーノ＝アルト・アディジェ州トレント自治県にある、人口約2,600人の基礎自治体（コムーネ）。
ヴァル・ディ・ファッサ最多の人口を有するコムーネである。

## 名称
イタリア語・ラディン語以外の言語では以下の名称を持つ。
- ドイツ語: Mön または Moyen

## 地理

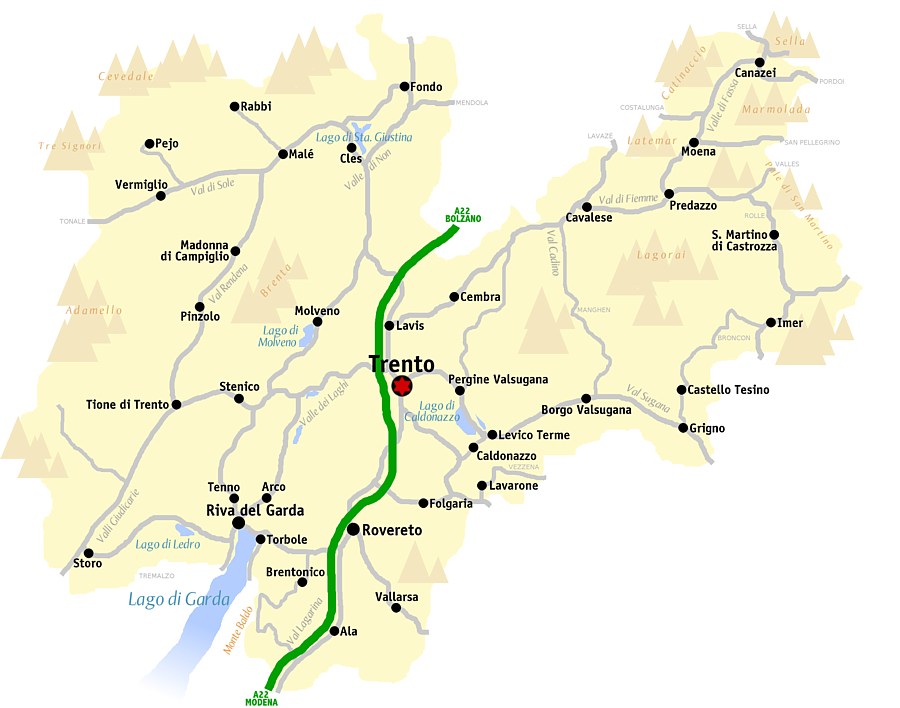
トレント県概略図

### 位置・広がり
トレント自治県北東部、ヴァル・ディ・ファッサに位置するコムーネ。オルティゼーイから南へ22km、ボルツァーノから東南東へ27km、コルティーナ・ダンペッツォから東北東へ40km、県都トレントから北東へ53kmの距離にある。

#### 隣接コムーネ
隣接するコムーネは以下の通り。括弧内のBLはベッルーノ県、BZはボルツァーノ自治県所属を示す。
| - ファルカーデ (BL) - ノーヴァ・レヴァンテ (BZ) - プレダッツォ - プリミエーロ・サン・マルティーノ・ディ・カストロッツァ (トナディーコ) - サン・ジョヴァンニ・ディ・ファッサ (ポッツァ・ディ・ファッサ、ヴィーゴ・ディ・ファッサ) - ソラーガ・ディ・ファッサ |

## 行政

### 分離集落
モエーナには、以下の分離集落（フラツィオーネ）がある。
- Forno, Medil, San Pellegrino, Penia, Someda, Sorte

### Comunità di valle
トレント自治県が設置した広域行政組織 Comunità di valle "Comun General de Fascia" （事務所所在地: ポッツァ・ディ・ファッサ）に属する。

## 住民

### 言語
| 少数言語話者の割合（2011年） | 少数言語話者の割合（2011年） | 少数言語話者の割合（2011年） | 少数言語話者の割合（2011年） | 少数言語話者の割合（2011年） |
| ---------------------------- | ---------------------------- | ---------------------------- | ---------------------------- | ---------------------------- |
|                              |                              |                              |                              |                              |
| ラディン語                   | ラディン語                   |                              | 78.8%                        | 78.8%                        |
| モケーニ語                   | モケーニ語                   |                              | 0.0%                         | 0.0%                         |
| チンブロ語                   | チンブロ語                   |                              | 0.0%                         | 0.0%                         |

2011年10月9日に行われた国勢調査によれば、住民2698人中2126人（78.8%）がラディン語話者であった。話者数においては県内最多のコムーネである。